# Villars-en-Pons
Villars-en-Pons település Franciaországban, Charente-Maritime megyében. Lakosainak száma 578 fő (2022. január 1.). Villars-en-Pons Berneuil, Gémozac, Jazennes, Saint-Léger, Saint-Simon-de-Pellouaille és Tesson községekkel határos.

## Népesség
A település népessége az elmúlt években az alábbi módon változott:
| Lakosok száma | 451  | 391  | 387  | 532  | 553  | 561  | 566  | 575  | 576  | 578  |
|               | 1968 | 1982 | 1990 | 2006 | 2013 | 2015 | 2017 | 2019 | 2020 | 2022 |